# VfL Stettin
Der VfL Stettin war ein deutscher Fußballverein in Stettin in Pommern.

## Geschichte

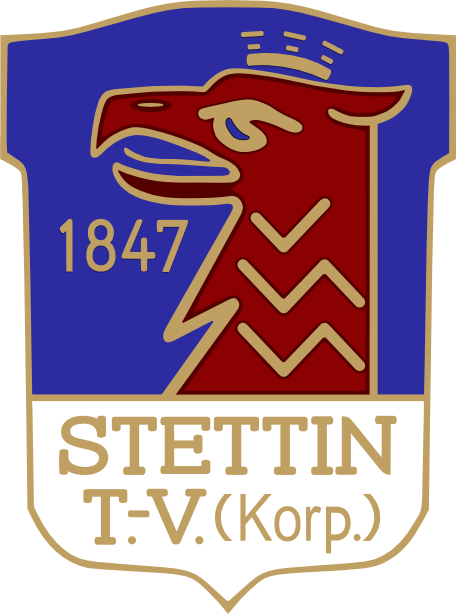
Logo des Stettiner Turnvereins (Korporation).

1912 legte sich der 1847 gegründete Stettiner Turnverein (Korp.) eine Fußballabteilung zu. Besondere Erfolge hatte diese Abteilung nicht zu vermelden, als sie sich 1923 vom Turnverein trennte und als Verein für Leibesübungen selbständig machte. In der Folgezeit ist nur bemerkenswert, dass sich der Verein am „Deutschen Berg“ einen eigenen Sportplatz mit einem Fassungsvermögen von 2500 Zuschauern errichtete.
Das änderte sich, als sich 1930 nach dem Konkurs des FC Titania Stettin der größte Teil von dessen Spielern dem VfL anschloss. Mit der Quantität kam auch die Qualität und damit der fußballerische Erfolg zu den Blau-Weißen. In den Spielzeiten 1931/32 und 1932/33 gelang jeweils der Einzug in die Pommern-Endrunde und dort der vierte Platz. Damit qualifizierte sich der VfL für die neue Gauliga Pommern (-West), aus der er allerdings nach Mittelfeld-Plätzen in den vorhergehenden Jahren in der Saison 1935/36 wieder abstieg.
Mit der Rückkehr 1939/40 gab es gleich den größten Erfolg der Vereinsgeschichte: Der Verein schloss nicht nur die Spielzeit als Erster ab, sondern wurde auch nach drei Spielen (2:1, 0:1, 5:2) gegen den „Ost-Sieger“ Germania Stolp Pommern-Meister. Damit durfte der VfL auch an der Endrunde um die deutsche Meisterschaft teilnehmen, in der er jedoch in der Vorrunden-Gruppe 1a gegen den Berlin-Brandenburg-Meister SC Union Oberschöneweide und den Ostpreußen-Meister VfB Königsberg chancenlos war und ohne Punktgewinn Letzter wurde.
Es folgten noch zwei Gauliga-Jahre, ein Ab- und ein Aufstieg und 1944/45 drei Spiele in der Gauliga Stettin, bevor das Kriegsgeschehen dem Fußball ein Ende bereitete. Nach dem Ende des Zweiten Weltkriegs wurde der VfL Stettin aufgelöst.

## Spielstätte
Der VfL Stettin trug seine Heimspiele in der Spielzeit 1940/41 auf den Preußen-Sportplätzen in Stettin-Neuwestend aus. Der dortige Sportplatz fasste 10.000 Zuschauer. Der Zuschauerrekord (1922) lag bei 5000 Zuschauern.

## Erfolge
- Meister Gauliga Pommern: 1940
- Teilnahme an der deutschen Fußballmeisterschaft: 1940